# Bonavita (nome)
Bonavita  è un nome proprio di persona italiano maschile e femminile.

## Origine e diffusione
Continua il nome medievale Bonavita, di chiaro valore benaugurale ("buona vita").
Diffusosi prevalentemente in epoca pre-moderna, e oramai di scarsissima diffusione, Bonavita è affine per significato ad altri nomi quali Bonaventura e Bonifacio.

## Onomastico
L'onomastico viene festeggiato il 1º marzo in ricordo del beato Bonavita da Lugo, fabbro e terziario francescano.

## Persone
- Bonavita da Lugo, francescano italiano